# Nazionale maschile di pallacanestro del Ghana
La nazionale di pallacanestro del Ghana è la rappresentativa cestistica del Ghana ed è posta sotto l'egida della Federazione cestistica del Ghana

## Nazionali giovanili
- Nazionale Under-18
- Nazionale Under-16